# Liga okręgowa rzeszowska w hokeju na lodzie
Liga okręgowa rzeszowska w hokeju na lodzie – rozgrywki w hokeju na lodzie w województwie rzeszowskim. Liga stanowiła element trzeciego poziomu rozgrywkowego, a zwycięzca zawodów ubiegał się o awans do II ligi.
Na początku lutego 1950 w Przemyślu odbył się turniej o mistrzostwo klasy A grupy wschodniej w ramach ligi okręgowej krakowskiej sezonu 1949/1950, a jego zwycięzca Kolejarz Przemyśl, był premiowany do rywalizacji o mistrzostwo okręgu krakowskiego. W sezonie 1950/1951 zorganizowano rozgrywki w okręgu rzeszowskim, a siedzibą okręgu był Przemyśl pod adresem Rynek 3.
W sezonie 1956/1957 rozgrywki organizowała Sekcja Hokeja na Lodzie Wojewódzkiego Komitetu Kultury Fizycznej (WKKF) w Rzeszowie, której przewodniczącym był Jan Ulm. 8 grudnia 1957 w Rzeszowie wojewódzcy działacze powołali do życia Rzeszowski Okręgowy Związek Hokeja na Lodzie (ROZHL), którego prezesem został wówczas wybrany Jan Ulm, a wiceprezesami Jakub Stachowicz, Zbigniew Motyka, Bolesław Jeżowski. W 1959 prezesem ROZHL był Wielisław Kalwas.
Z uwagi na naturalny sposób przygotowywania i funkcjonowania lodowisk, utrzymujących się na mrozie, w wielu edycjach rozgrywek prowadzenie meczów było utrudniane oraz uniemożliwiane przez niekorzystne warunki atmosferyczne (odwilż). Wskutek tego niektóre edycji ligi nie zostały ukończone. Wobec tego w kilku przypadkach do dalszej rywalizacji o awans do II ligi był wyznaczany przedstawiciel okręgu rzeszowskiego przez władze wojewódzkiego związku hokeja na lodzie, co w prasie regionalnej podsumowano, iż na turnieje eliminacyjne była kierowana drużyna przypadkowa, prawie urzędowo wyznaczana. Głównie z opisanych powodów, a co za tym idzie braku sztucznych lodowisk, wiele sekcji zaprzestało działalności, zaś przed sezonem 1962/1963 dokonano reorganizacji rozgrywek, w wyniku czego okręg rzeszowski został zlikwidowany, a dotychczasowe rozgrywki ligi okręgowej rzeszowskiej zostały włączone do Krakowskiego Okręgowego Związku Hokeja na Lodzie (KOZHL), zaś dla trzech zespołów z Rzeszowszczyzny utworzono w klasie A specjalną grupę rzeszowską ligi okręgu krakowskiego, której zwycięzca wraz z mistrzem i wicemistrzem klasy A okręgu krakowskiego miał rywalizować o prawo ubiegania się o awans do II ligi. W sezonie 1964/1965 jedyny przedstawiciel woj. rzeszowskiego, Czuwaj Przemyśl, uczestniczył w lidze okręgowej krakowsko-rzeszowskiej, funkcjonującej pod egidą KOZHL.
Reaktywujący się na przełomie 1965/1966 za zgodą Rzeszowski OZHL nakłonił do wskrzeszenia działalności zlikwidowane zespoły; w styczniu wybrano nowe władze związku (prezesem ponownie został Jan Ulm) oraz zorganizowano rozgrywki o Puchar WKKFiT (Wojewódzki Komitet Kultury Fizycznej i Turystyki). W sezonie 1966/1967 podjęto rozgrywki okręgu krakowskiego. Przed nowym sezonem 1968/1969 władze ROZHL zapowiedziały, że w razie niekorzystnych warunków atmosferycznych mecze uczestników rozgrywek odbędą się na nowo otwartym sztucznym lodowisku w Sanoku, stanowiącym pierwszy tego typu obiekt na Rzeszowszczyźnie. Przed edycją 1969/1970 władze ROZHL planowały po zakończeniu tego sezonu zorganizowanie turnieju o Puchar Bieszczadów na sanockim obiekcie.
W lutym 1970 dziennikarz „Nowin Rzeszowskich” Jan Filipowicz podsumował minione lata ligi okręgowej rzeszowskiej w kontekście poziomu sportowego oraz spadającej liczby uczestników, uznając rozgrywki jako formę zabawy organizowanej z myślą o piłkarzach, którzy w ramach swoich klubów mieli zajęcie i rozrywkę w okresie zimowym; przytaczając jednocześnie różnicę widoczną pomiędzy reprezentantami Rzeszowszczyzny na tle zespołów okręgu krakowskiego i katowickiego w corocznej posezononowej rywalizacji o awans do II ligi (jako przykład podał wynik meczu Czuwaju Przemyśl z KTH Krynica 1:44, stanowiący rekord powojennego hokeja w regionie).
W sezonie 1970/1971 Stal Sanok przystąpiła do ligi okręgowej krakowskiej, zajmując drugie miejsce, a następnie uzyskując awans do II ligi 1971/1972, jako pierwsza drużyna w historii z Rzeszowszczyzny. W tym czasie ROZHL nadal działał pod prezesurą Jana Ulma.

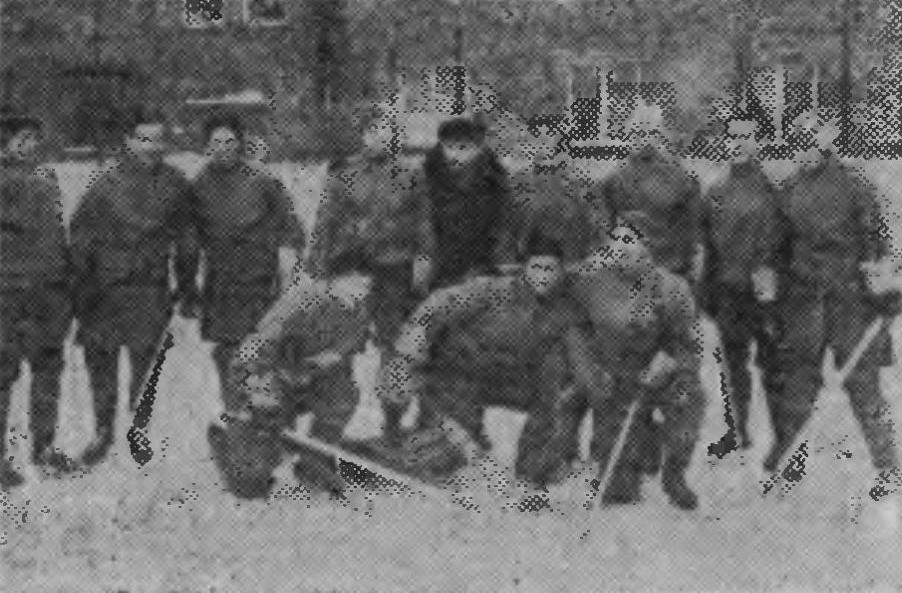
Drużyna Stali Rzeszów

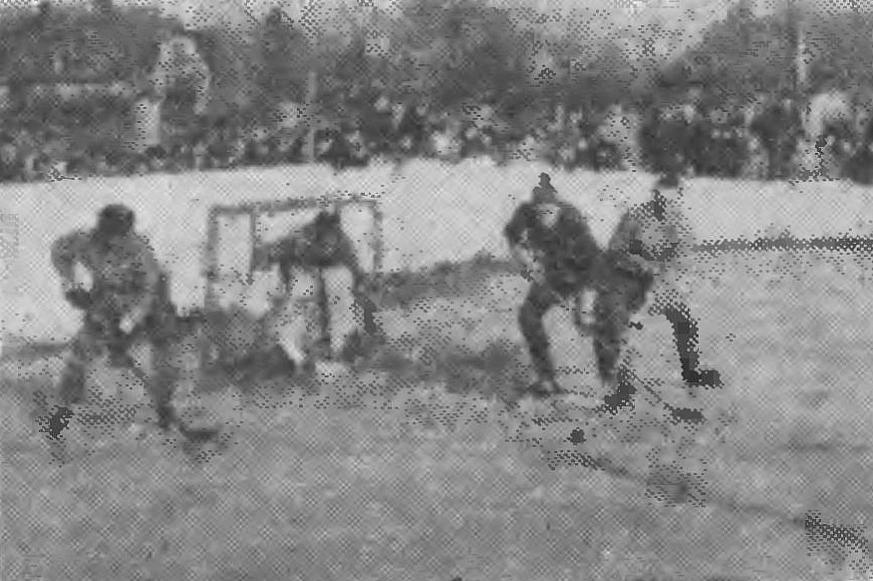
Mecz Stali Rzeszów przed 1956. W bramce Tadeusz Maliczkowski

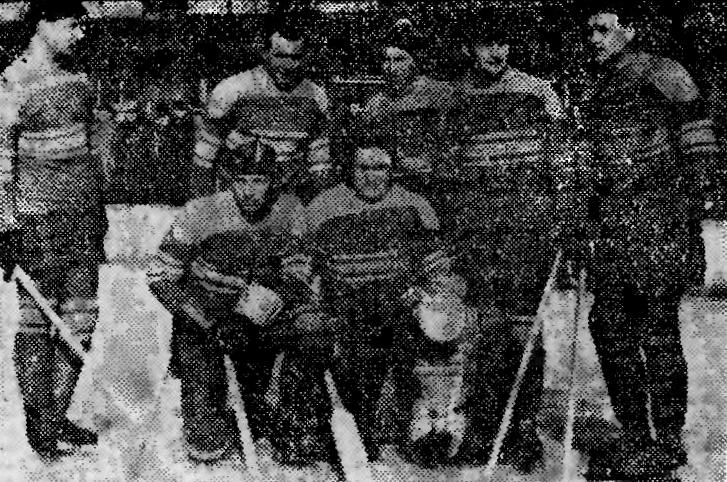
Drużyna Sanoczanki Sanok – mistrzowie okręgu z 1959

## Edycje

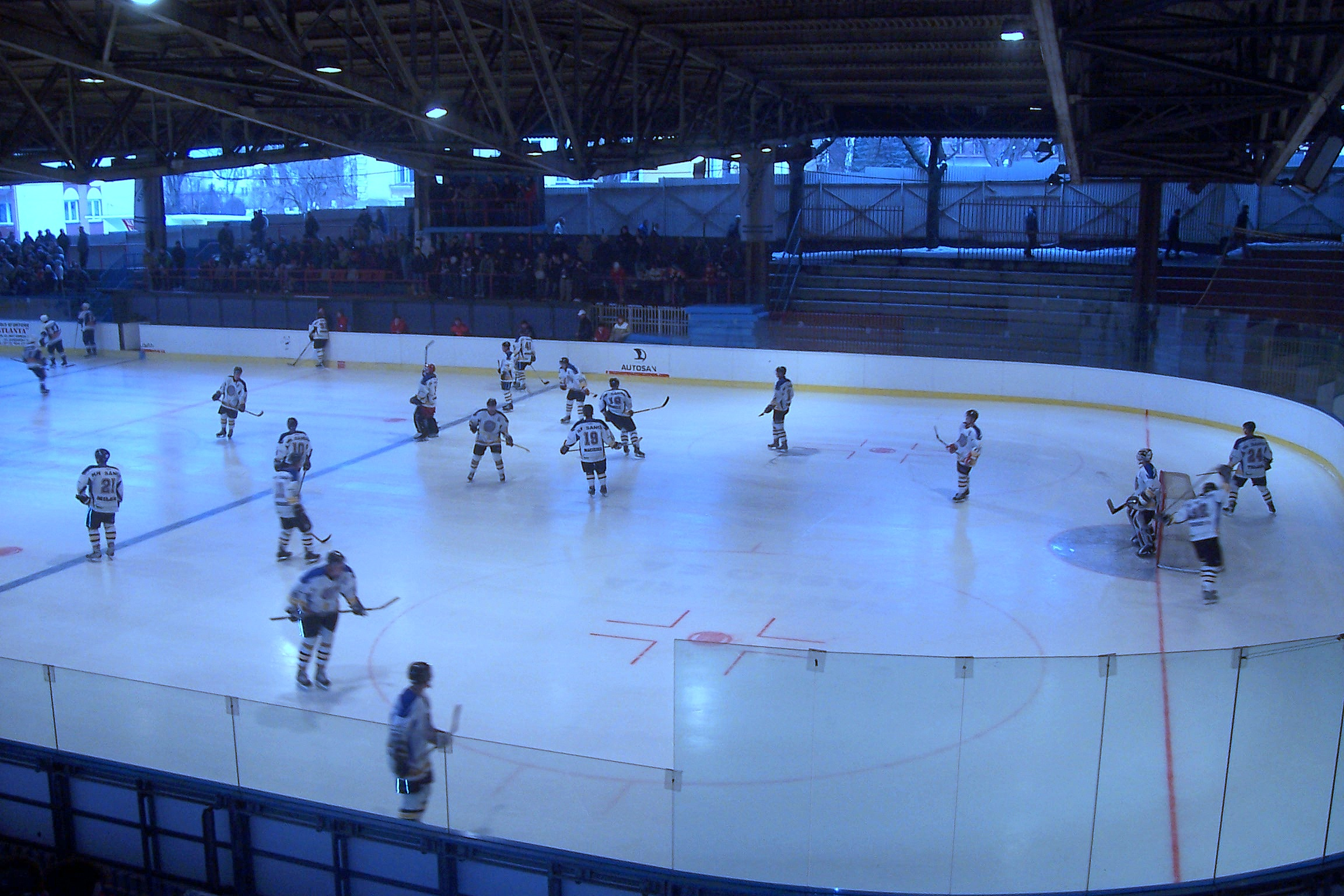
Lodowisko Torsan w Sanoku, arena ligowa od sezonu 1968/1969 (stan w 2006)

Grupa wschodnia okręgu krakowskiego
| Rok  | 1 miejsce         | 2 miejsce          | 3 miejsce        | Miejsce finału | Źródła |
| ---- | ----------------- | ------------------ | ---------------- | -------------- | ------ |
| 1950 | Kolejarz Przemyśl | Związkowiec Krosno | Włókniarz Krosno | Przemyśl       | [ 22 ] |

Okręg rzeszowski
| Rok  | 1 miejsce                                           | 2 miejsce                                           | 3 miejsce                                           | 4 miejsce                                           | Miejsce finału                                      | Źródła |
| ---- | --------------------------------------------------- | --------------------------------------------------- | --------------------------------------------------- | --------------------------------------------------- | --------------------------------------------------- | ------ |
| 1951 | Brak informacji o przebiegu i zakończeniu rozgrywek | Brak informacji o przebiegu i zakończeniu rozgrywek | Brak informacji o przebiegu i zakończeniu rozgrywek | Brak informacji o przebiegu i zakończeniu rozgrywek | Brak informacji o przebiegu i zakończeniu rozgrywek | [ 23 ] |
| 1952 | Spójnia Rzeszów                                     | Stal Stalowa Wola                                   | Spójnia Jarosław                                    | Górnik Krosno                                       | Rzeszów                                             | [ 25 ] |
| 1953 |                                                     |                                                     |                                                     |                                                     | Rzeszów                                             | [ 26 ] |
| 1954 | Stal Stalowa Wola                                   | Gwardia Rzeszów                                     | Spójnia Rzeszów                                     | Górnik Krosno                                       | —                                                   | [ 27 ] |
| 1955 | Stal Stalowa Wola                                   | Sparta Rzeszów                                      |                                                     |                                                     | —                                                   | [ 28 ] |
| 1956 | Stal Rzeszów                                        | Resovia                                             | Stal Stalowa Wola                                   | —                                                   | Rzeszów                                             | [ 30 ] |
| 1957 | Stal Rzeszów (uznaniowo)                            | Rozgrywki nie zostały ukończone                     | Rozgrywki nie zostały ukończone                     | Rozgrywki nie zostały ukończone                     | Rzeszów                                             | [ 32 ] |
| 1958 | Resovia (uznaniowo)                                 | Rozgrywki nie zostały ukończone                     | Rozgrywki nie zostały ukończone                     | Rozgrywki nie zostały ukończone                     | Rozgrywki nie zostały ukończone                     | [ 33 ] |
| 1959 | Sanoczanka Sanok                                    | 2. i 3. Resovia lub Stal Rzeszów                    | 2. i 3. Resovia lub Stal Rzeszów                    | Legia Krosno                                        | —                                                   | [ 34 ] |
| 1960 | Sanoczanka Sanok (uznaniowo)                        | Turniej finałowy nie odbył się                      | Turniej finałowy nie odbył się                      | Turniej finałowy nie odbył się                      | Przemyśl                                            | [ 36 ] |
| 1961 | Stal Sanok                                          | Rozgrywki prawdopodobnie nie zostały ukończone      | Rozgrywki prawdopodobnie nie zostały ukończone      | Rozgrywki prawdopodobnie nie zostały ukończone      | Rozgrywki prawdopodobnie nie zostały ukończone      | [ 37 ] |
| 1962 | Brak informacji o zakończeniu rozgrywek             | Brak informacji o zakończeniu rozgrywek             | Brak informacji o zakończeniu rozgrywek             | Brak informacji o zakończeniu rozgrywek             | Brak informacji o zakończeniu rozgrywek             | [ 38 ] |

Grupa rzeszowska okręgu krakowskiego
| Rok  | 1 miejsce                               | 2 miejsce                               | 3 miejsce                               | Źródła |
| ---- | --------------------------------------- | --------------------------------------- | --------------------------------------- | ------ |
| 1963 | Stal Rzeszów                            | MZKS Krosno                             | Czuwaj Przemyśl                         | [ 39 ] |
| 1964 | Brak informacji o prowadzeniu rozgrywek | Brak informacji o prowadzeniu rozgrywek | Brak informacji o prowadzeniu rozgrywek | [ 40 ] |

Okręg krakowsko-rzeszowski
| Rok  | 1 miejsce                                                | 2 miejsce                                                | 3 miejsce                                                | 4 miejsce                                                | Miejsce finału                                           | Źródła |
| ---- | -------------------------------------------------------- | -------------------------------------------------------- | -------------------------------------------------------- | -------------------------------------------------------- | -------------------------------------------------------- | ------ |
| 1965 | Rozgrywki w ramach ligi okręgowej krakowsko-rzeszowskiej | Rozgrywki w ramach ligi okręgowej krakowsko-rzeszowskiej | Rozgrywki w ramach ligi okręgowej krakowsko-rzeszowskiej | Rozgrywki w ramach ligi okręgowej krakowsko-rzeszowskiej | Rozgrywki w ramach ligi okręgowej krakowsko-rzeszowskiej | [ 41 ] |

Puchar WKKFiT
| Rok  | 1 miejsce                               | 2 miejsce                               | 3 miejsce                               | 4 miejsce                               | Źródła |
| ---- | --------------------------------------- | --------------------------------------- | --------------------------------------- | --------------------------------------- | ------ |
| 1966 | Brak informacji o zakończeniu rozgrywek | Brak informacji o zakończeniu rozgrywek | Brak informacji o zakończeniu rozgrywek | Brak informacji o zakończeniu rozgrywek | [ 42 ] |

Okręg rzeszowski
| Rok  | 1 miejsce                               | 2 miejsce                               | 3 miejsce                               | 4 miejsce                               | 5 miejsce                               | Źródła |
| ---- | --------------------------------------- | --------------------------------------- | --------------------------------------- | --------------------------------------- | --------------------------------------- | ------ |
| 1967 | 1. i 2. JKS lub Czuwaj                  | 1. i 2. JKS lub Czuwaj                  | 3. i 4. Stal Sanok lub Górnik Gorlice   | 3. i 4. Stal Sanok lub Górnik Gorlice   | Karpaty Krosno                          | [ 43 ] |
| 1968 | Brak informacji o zakończeniu rozgrywek | Brak informacji o zakończeniu rozgrywek | Brak informacji o zakończeniu rozgrywek | Brak informacji o zakończeniu rozgrywek | Brak informacji o zakończeniu rozgrywek | [ 44 ] |
| 1969 | JKS Jarosław                            | Czuwaj Przemyśl                         | Stal Sanok                              | Karpaty Krosno                          | Górnik Gorlice                          | [ 45 ] |
| 1970 | Stal Sanok                              | JKS Jarosław                            | Czuwaj Przemyśl                         | Karpaty Krosno                          | —                                       | [ 46 ] |

## Uczestnicy
Lista uczestników mistrzostw okręgu rzeszowskiego podana według miasta w kolejności alfabetycznej według nazw klubu. Przemianowania nazw klubów były dokonywane m.in. w myśl nomenklatury istniejących zrzeszeń sportowych.
| Gorlice | Jarosław | Krosno      | Mielec | Przemyśl    | Przeworsk | Przysieki | Rzeszów          | Sanok      | Stalowa Wola |
| ------- | -------- | ----------- | ------ | ----------- | --------- | --------- | ---------------- | ---------- | ------------ |
| Glinik  | JKS      | Karpaty     | Stal   | Budowlani   | Unia      | LZS       | Gwardia          | Górnik     | Stal         |
| Górnik  | Spójnia  | Górnik      |        | Czuwaj      |           | Stal      | GWKS             | Sanoczanka |              |
| Unia    |          | Krośnianka  |        | Kolejarz    |           |           | Ogniwo / Resovia | Stal       |              |
|         |          | Legia       |        | Związkowiec |           |           | Spójnia / Sparta |            |              |
|         |          | MZKS        |        |             |           |           | Stal             |            |              |
|         |          | Włókniarz   |        |             |           |           |                  |            |              |
|         |          | Związkowiec |        |             |           |           |                  |            |              |